# Полянский, Анатолий Трофимович
Анато́лий Трофи́мович Поля́нский (29 января 1928, Авдеевка, Сталинский округ, Украинская ССР, СССР — 7 июня 1993, Москва, Россия) — советский и российский архитектор. Лауреат Государственной премии СССР (1967). Доктор архитектуры (1970). Профессор (1975). Народный архитектор СССР (1980). Действительный член Академии художеств СССР (1979).
Автор ряда крупных советских архитектурных проектов: павильон СССР на Всемирной выставке 1958 года в Брюсселе, комплекс зданий пионерского лагеря Артек, комплекса Монумента Победы на Поклонной горе, зданий посольств СССР в Стокгольме, Афинах и Каире, гостиничного комплекса «Ялта» и многих других.
Член КПСС с 1953 года. Депутат Совета Союза Верховного Совета СССР XI созыва (1984—1989) от Молдавской ССР. Делегат XXVII съезда КПСС. Первый секретарь правления Союза архитекторов СССР (1981—1990).

## Биография
Анатолий Трофимович Полянский родился 29 января 1928 года в селе Авдеевка (ныне город в Донецкой области Украины). 
Учился в Московском архитектурном институте (1944—1950) у Юрия Емельянова. В институте успевал быть в библиотеке, в студиях живописи и скульптуры, в научном студенческом обществе, на обмерах и зарисовках памятников архитектуры многих городов. Это помогло молодому человеку, экстерном сдавшему экзамены в школе, с красным дипломом закончить институт, а потом и аспирантуру.
В то время советская архитектура переживала переломный период перехода к индустриальным массовым методам реализации творческих замыслов архитекторов. Преподаватель Анатолия Полянского Юрий Емельянов подготовил своей школой органичное творческое вхождение своих учеников в профессию.
В 1958—1963 годах — директор проектного института № 5 Министерства строительства СССР, в 1963—1981 — директор НИИ экспериментального проектирования курортных, оздоровительных, туристических зданий и комплексов, руководитель мастерской, там же (с 1981).

### Павильон СССР на Всемирной Выставке 1958 года в Брюсселе

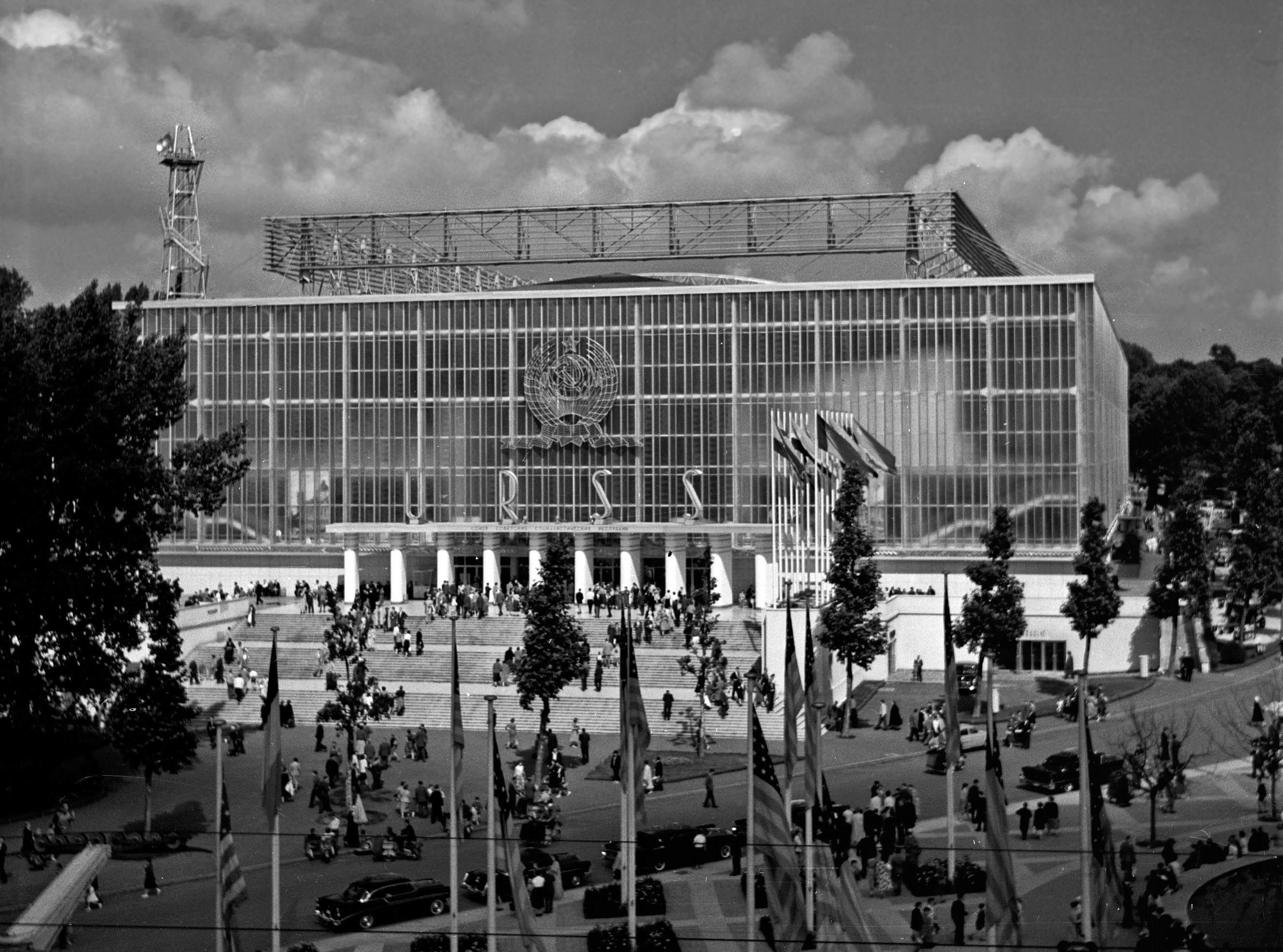
Павильон СССР на Всемирной Выставке 1958 года в Брюсселе

Всемирная выставка в Брюсселе имела не только экономический или политический подтекст, но и демонстрировала парад идеологии в самом широком смысле. Группа архитектора выполнила павильон в стиле «наивного» конструктивизма с вантами, структурированной кровлей, без ордера. Попытка оторваться от ордерной стены прошла успешно. Этот павильон стал поворотным пунктом, от которого стали вести отсчёт: все пропорции павильона проистекали из многолетнего, начиная с диплома, анализа старых архитектурных форм и их соотношений.
Три самых рафинированных сооружения на выставке были: советский и американский павильоны, правильные параллелепипед и полусфера, а также знак выставки — Атомиум.

### Артек(1960—1970)
Следующим серьёзным этапом в творчестве архитектора стал комплекс зданий пионерского лагеря Артек в Крыму. Многие специалисты считают комплекс одним из лучших произведений советской архитектуры, воплотившем в себе «монтажную» эстетику времени и некую вневременную лёгкость и простоту, которая присуща только самым отточенным явлениям как в искусстве, так и во всех проявлениях жизни.
Изящно нарисованные, лёгкие, пронизанные светом и воздухом павильоны над морем, сразу же после своего завершения стали, подобно московскому Дворцу пионеров, символом новой эстетики архитектуры. Образный и пластический язык Артека логически и эмоционально согласуется с началом работы над ним.
Первые эскизы были созданы архитектором за полтора дня пребывания на выездном совещании ЦК КПСС в Артеке, посвящённом необходимости реконструкции старых корпусов и строительства новых. Именно тогда он нашёл тот образ детского лагеря, лёгкий и прозрачный, лёгший в основу всего проектирования. В проекте большое внимание было уделено слепку земной поверхности. Эскизы, продемонстрировали членам ЦК, людям далёким от искусства, — в каком пластическом и образном направлении нужно строить пионерские лагеря, не похожие на все предыдущее. Выполнялся и конкурсный проект перестройки района Гурзуфа, лишённого всех коммуникаций и тихо умиравшего.

### Конкурсные проекты Центрального Музея Ленина в Москве (1969—1980)
О музее Ленина в Москве известно много, написана даже книга (её авторы Е. Розанов и др.), но эскизов архитектора практически никто не знает.
Работа над конкурсным проектом включала в себя не только графические размышления на заданную тему, но анализ мировой практики в её лучших проявлениях. При подготовке проектов Музея Ленина, группа архитекторов под руководством Анатолия Полянского внимательно проанализировала работы подобные Дворцу правосудия в Бразилиа, в том числе и Бостонскую ратушу Пола Рудолфа со своеобразным ордером, с карнизной частью — антаблементом и архитравом представленных в виде 3 этажей, покоившихся на колоннах; а также новый Линкольн-центр с арками.
В 1970-е годы стали популярны сооружения со сложной многосоставной функциональной программой. Здесь было, с одной стороны, необходимо обеспечить полноценное осуществление каждого из компонентов назначения, с другой — проявлялось стремление к максимальному развитию внутренних связей и подчеркнутому единству композиции. Рационалистические концепции занимали прочное и значительное место в советской архитектуре 1970-х годов. При этом очевидны изменения архитектурного рационализма, преодоление плоской утилитарности, с которой он ассоциировался в начале 1960-х годов. В рамках рационалистического осмысления функциональной задачи стали гибко и разнообразно разрабатываться системы средств образной выразительности, умножались, становились более сложными и тонкими средства гармонизации формы, отмеченной романтической экспрессивностью.
Проблемы контекстуальности в 1960-е годы просто не существовало — каждое здание мыслилось самодостаточным, интересна была работа на контрасте. Музей Ленина вписан в окружающую застройку, которая и сама не была создана в одно и то же время — Кремлёвская стена с башнями, получившими своё завершение спустя столетия, дом Пашкова, церковь. Важен был не контраст, а самоценность каждого архитектурного сооружения, которые мыслились совершенными архитектурными объектами.

### Комплекспамятника ПобедыСоветского народа в Великой Отечественной войне на Поклонной горе (1982—1991)
Архитектор был приглашён в уже существовавший к тому моменту творческий коллектив. Его стремительное вторжение в неторопливый процесс проектирования Памятника Победы в Великой Отечественной войне, который длился многие годы, сдвинуло процесс с мёртвой точки, но власть, в бытность Б. Ельцина первым секретарём московского горкома партии, регулярно «замораживала» строительство.
Архитектор практически завершил комплекс на Поклонной горе (за исключением установки монумента в центре площади), созданием проекта часовни Св. Георгия (проектирование и строительство часовни были проведены и завершены после смерти архитектора с серьёзными отступлениями от первоначального замысла внутреннего и наружного убранства).
Архитектор был инициатором возведения на Поклонной горе храмов: православной церкви, синагоги, костёла, мечети.

### Храм тысячелетия крещения Руси (1989—1990)
Проектное предложение, представленное Патриархией, предполагало создание конференц-зала, комнаты отдыха, туалеты и лифты.
В первом туре конкурса на создание храма архитектор представил собственный проект.
Около 420 проектов были представлены жюри, включавшему представителей Патриархии, Министерства культуры, Союза архитекторов. Во второй тур вышли 4 проекта; второй тур конкурса выполнялся не под девизами, как в первом открытом туре, а с указанием фамилий архитекторов.
Параллельно со вторым туром на проектирование Храма 1000-летия крещения Руси архитектор получил заказ на создание проекта церкви Святого Гавриила в станице Новомышастовской Краснодарского края; проект не был реализован.

### Наследие

Могила А. Т. Полянского на Новом Донском кладбище в Москве

Творческий путь архитектора представлял собой разработку и совершенствование своих идей от Брюссельского павильона до церкви Святого Георгия.
Кропотливая работа в аспирантуре, привившая любовь к всестороннему анализу; посольства в Швеции, Греции, Египте, гостиница «Ялта», Ореанда, санатории Иссык-Куль, Архыз — все они могут являться объектами всестороннего изучения, которое позволит понять больше об истоках, направлениях и целях российского модернизма.
13 августа 1992 года в стенах Российской академии художеств была открыта единственная выставка, посвященная творчеству архитектора.
Анатолий Полянский умер 7 июня 1993 года в Москве и был похоронен на Новом Донском кладбище, участок № 15.

## Награды и звания
- Народный архитектор СССР (1980)[3]
- Государственная премия СССР (1967) — за архитектуру комплекса международного пионерского лагеря «Прибрежный» в Артеке имени В. И. Ленина
- Премия Совета Министров СССР (1978)
- Премия Ленинского комсомола (1978) — за архитектурные проекты домов отдыха в Комсомольске-на-Амуре, Целинограде, Донецке, ВПЛ имени В. И. Ленина «Артек»
- Государственная премия РСФСР в области архитектуры (1981) — за создание Международного молодёжного олимпийского центра в Химкинском районе Москвы
- Государственная премия Российской Федерации в области литературы и искусства (1996)[4]
- Орден Октябрьской Революции (1976)
- Орден Трудового Красного Знамени
- Медали
- Гран-при Всемирной выставки в Брюсселе (1958)
- Доктор архитектуры (1970).